# Fredrik Hiller
Fredrik Andreas Hiller, född 20 augusti 1970 i Stockholm, är en svensk skådespelare, röstskådespelare och regissör.

## Biografi
Fredrik Hiller är utbildad på Teaterhögskolan i Malmö 1995–1998 och var därefter anställd på Länsteatern i Örebro. Numera är han frilansande skådespelare och regissör. 
Han har arbetat vid Dramaten, Örebro teater, Angeredsteatern och Playhouse Teater. På teve har han synts i svenska produktioner liksom i internationella, som i Vikings och Kommissarie Montalbano. På film har han synts i svenska produktioner liksom i Robert Zemeckis Beowulf. Han har regisserat två långfilmer, Psalm 21 och Operation Ragnarök, samt över tjugo teateruppsättningar.
2023 släppte han sitt första album, Primavera, vilket innehåller instrumentalmusik för piano och orkester.

## Filmografi (urval)
- 1998 – Alarm (TV-serie)
- 1999 – Skilda världar (TV-serie)
- 1999 – Magnetisörens femte vinter
- 2000 – Kejsarens nya stil (röst som Kronk)
- 2002 – Laika
- 2002 – Frank
- 2002 – Kim Possible (TV-serie) (röst som Mister Barkin, till och med 2007)
- 2003 – Beck – Pojken i glaskulan
- 2003 – The Evil
- 2003 – Kommer du med mig då
- 2003 – Belinder auktioner (TV-serie)
- 2003 – Cleo (TV-serie)
- 2004 – Shrek 2 (röst som Drömprinsen)
- 2004 – Graven (TV-serie)
- 2004 – Glömskans brev
- 2004 – Das Juden
- 2005 – Kejsarens nya stil 2 – Kronks nya stil (röst som Kronk)
- 2005 – Cuppen a.k.a. Score (Nilsson)
- 2006 – Love and War
- 2006 – Mäklarna (TV-serie)
- 2007 – Shrek den tredje (röst som Drömprinsen)
- 2007 – Familjen Robinson (röst som morbror Arthur och coach)
- 2007 – Winx Club: The Secret of the Lost Kingdom (röst som Hagen)
- 2007 – Beowulf
- 2007 – Labyrint (TV-serie)
- 2007 – Råttatouille (röst som Auguste Gusteau)
- 2008 – Asterix på olympiaden (röst som Asterix)
- 2008 – Kärlek 3000
- 2009 – Psalm 21 (manus och regi)
- 2009 – Upp (röst som Beta)
- 2010 – Bröderna Karlsson
- 2010 – Våra vänners liv (TV-serie)
- 2010 – Wallander – Indrivaren
- 2010 – The Avengers: världens mäktigaste hjältar (röst som Captain America)
- 2012 – Zon 261 (manus och regi)
- 2012 – Madagaskar 3 (röst som Vitaly)
- 2012 – Asterix & Obelix och britterna (röst som Asterix)
- 2013 – Bron (TV-serie)
- 2014 – American Burger
- 2014 – Lego-filmen (röst som Superman)
- 2015 – Drakryttarna (TV-serie) (röst som Gape, Krogan och Alvin)
- 2016 – Zootropolis (röst som Mr. Big)
- 2016 – Trolljakten: äventyr i Arcadia (röst som Stricklander)
- 2017 – The Lego Batman Movie (röst som Superman och mumie)
- 2017 – Jordskott (TV-serie)
- 2018 – Operation Ragnarök (regissör)
- 2019 – Lego-filmen 2 (röst som Superman)
- 2019 – Draktränaren 3 (röst som Gape)
- 2019 – Toy Story 4 (röst som Duke Caboom)
- 2020 – Vikings (TV-serie)
- 2022 – Lightyear (röst som Buzz Lightyear)

## Teater

### Roller (ej komplett)
| År   | Roll               | Produktion                                 | Regi               | Teater                 |
| ---- | ------------------ | ------------------------------------------ | ------------------ | ---------------------- |
| 1996 | Florindo           | Tvillingarna i Venedig                     | Agneta Ehrensvärd  | Dramaten               |
| 1996 | Kurt von Schneider | Pojken och stjärnan                        | Agneta Ehrensvärd  | Dramaten               |
| 1999 | Jimmy Porter       | Se dig om i vrede                          | Gunilla Orvelius   | Örebro teater          |
| 2000 | Tusenbach          | Tre systrar                                | Kjartan Ragnarsson | Örebro teater          |
| 2001 | Per-Erik Ljungh    | En uppstoppad hund                         | Finn Poulsen       | Örebro teater          |
| 2002 | Fadern             | Blodsbröllop                               | Christian Tomner   | Örebro teater          |
| 2002 | Franz Moor         | Rövare (Die Räuber) Friedrich von Schiller | Johan Holmberg     | Angereds teater        |
| 2003 | Raphaël            | Stridszonen                                | Olof Lindqvist     | Dramaten               |
| 2003 | Narren             | Trettondagsafton                           | Finn Poulsen       | Örebro teater          |
| 2007 | Trigorin           | Måsen                                      | Ulf Pilov          | Sommarteater i Waxholm |
| 2016 | August Strindberg  | Tribadernas natt                           | Antonio Alonso     | Teater Giljotin        |

### Regi (ej komplett)
| År   | Produktion                        | Upphovsmän             | Teater                      |
| ---- | --------------------------------- | ---------------------- | --------------------------- |
| 1999 | Typ Ung                           | Fredrik Hiller         | Örebro teater               |
| 2000 | Liten flicka i vitt               | Fredrik Hiller         | Örebro teater               |
| 2000 | Föreläsningen                     | Fredrik Hiller         | Örebro teater               |
| 2000 | Grand largo                       | Fredrik Hiller         | Örebro teater               |
| 2000 | Babbino Caro                      | Fredrik Hiller         | Örebro teater               |
| 2000 | Fru Mankopfs mörka garderob       | Fredrik Hiller         | Örebro teater               |
| 2000 | Jack and Jill                     | Jane Martin            | Playhouse Teater            |
| 2001 | Proof                             | David Auburn           | Playhouse Teater            |
| 2004 | Lobby Hero                        | Kenneth Lonnergan      | Playhouse Teater            |
| 2004 | Bevis                             | David Auburn           | Riksteatern                 |
| 2005 | The Sweetest Swing                | Rebecca Gilman         | Playhouse Teater            |
| 2006 | Romeo och Julia                   | William Shakespeare    | Örebro teater               |
| 2008 | Arns Cecilia                      | Jan Guillou            | Örebro teater               |
| 2008 | Othello                           | William Shakespeare    | Västmanlands teater         |
| 2012 | Tartuffe Tartuffe, ou l'Imposteur | Molière                | Hågelbyparken               |
| 2014 | Charleys tant                     | Brandon Thomas         | Mälarhöjdens friluftsteater |
| 2015 | Den galna dagen                   | Pierre de Beaumarchais | Mälarhöjdens friluftsteater |
| 2017 | De muntra fruarna                 | William Shakespeare    | Mälarhöjdens friluftsteater |